# Contea di Laishui
La contea di Laishui (涞水县S, Láishuǐ XiànP) è una contea della Cina, situata nella provincia di Hebei e amministrata dalla prefettura di Baoding.